# Юргемайер, Эшли
Эшли Эллион (Юргемаер) (англ. Ashley Ellyllon; родилась 30 июля 1984 года, Скоттсдейл, Аризона) — американская пианистка, клавишница и писательница. Сотрудничала с Cradle Of Filth, Orbs, Abigail Williams.

## Биография
В 6 лет Эшли начала играть на фортепиано, она получила степень бакалавра на факультете музыкальной композиции и теории в университете Аризоны и в 2005 году начала свою карьеру с основания группы Abigail Williams. и записала с ней два альбома «In The Shadow Of A Thousand Suns» и «Legend». В 2009 она покинула группу и стала новым клавишником Cradle Of Fith, заменив Рози Смит. Так же она играла в группе Orbs.

### С Abigail Williams
Эшли была клавишницей Abigail Williams с 2005 до 2008. За это время она записала 2 альбома с группой. В начале 2007 группа распалась. Но, вскоре, музыканты решили воссоединиться. После тура в конце 2007 к ним вернулась Эшли. Она участвовала в турне по Европе и Соединенному Королевству в 2008 году.

### С Orbs
Эшли играла в группе Orbs вместе с Джоном Бриггсом из Between The Buried And Me и Адамом Фишером из Fear Before. Их дебютный альбом «Asleep Next To Science» вышел в августе 2010.

### С Cradle Of Filth
Эшли присоединилась к Cradle Of Filth в 2009, после того, как Роза Смит и Сара Джезебел Дэва покинули группу. Эшли присоединилась к группе в качестве клавишницы и бэк-вокалистки. Участвовала в записи альбома Darkly, Darkly, Venus Aversa и снялась в клипе «The Death Of Love» с альбома Godspeed On The Devil’s Thunder

## Дискография
Abigail Williams
- Legend (2006), Candlelight — EP
- In The Shadow Of A Thousand Suns (2008), Candlelight

Cradle of Filth
- Darkly, Darkly, Venus Aversa (2010), Peaceville Records

Orbs
- Asleep Next To Science (2010), Equal Vision Records

## The Hottest Chicks in Metal
В декабре 2008 года, Эшли оказалась в рейтинге «The Hottest Chicks in Metal» журнала Revolver. В этом же месяце она была провозглашена девушкой-музыкантом месяца.